# Canelas (Arouca)
Canelas is een plaats (freguesia) in de Portugese gemeente Arouca en telt 864 inwoners (2001).